# Бегущий чернокожий
«Бегущий чернокожий» (англ. Running while Black) — расово предвзятый стереотип в отношении чернокожих, в основном в США (но в ряде случаев в Канаде), если их замечают бегущими по улице.
В США бег трусцой приобрёл популярность после Второй мировой войны, при этом в американских СМИ он массово изображался как занятие, характерное для белых. В то же время, к чернокожим бегунам общество относилось к подозрением (как к лицам, которых подозревали в бегстве с места совершения преступления). Для защиты от подозрений чернокожие бегуны вынуждены были принимать такие меры, как ношение яркой одежды (чтобы выглядеть не создающими угрозы), пробежки в основном в светлое время суток или группами, а также намеренный бег с пониженной скоростью, чтобы не создать впечатление, будто они «убегают от кого-то».
В 2021 году Линдси Хорнбакл обнаружила, что инциденты были особенно частыми в случаях, когда чернокожих замечали бегающими в белых кварталах, особенно в белых кварталах с более высоким социально-экономическим положением.
В пьесе Сони Санчес 1968 года «Бронкс — следующий» есть сцена, в которой белый полицейский арестовывает чернокожего под предлогом того, что заметил его бегущим. Дело Верховного суда США 2001 года Иллинойс против Уордлоу, где поддержал законность обыска полицией человека на основании того, что тот якобы убегал от полиции, был описан борцами за гражданские права как создание нового уголовного состава «бегство чернокожего».
Среди других примеров подобных инцидентов: гибель Фредди Грея в 2015 году в Балтиморе, арест Джимми Торонка в 2015 году в Лондоне, инцидент в 2019 году в Ванкувере, Канада, а также убийство Ахмауда Арбери в 2020 году в Джорджии, США.